# 諾別利 (扎里奇涅區)
51°52′5″N 25°45′42″E / 51.86806°N 25.76167°E

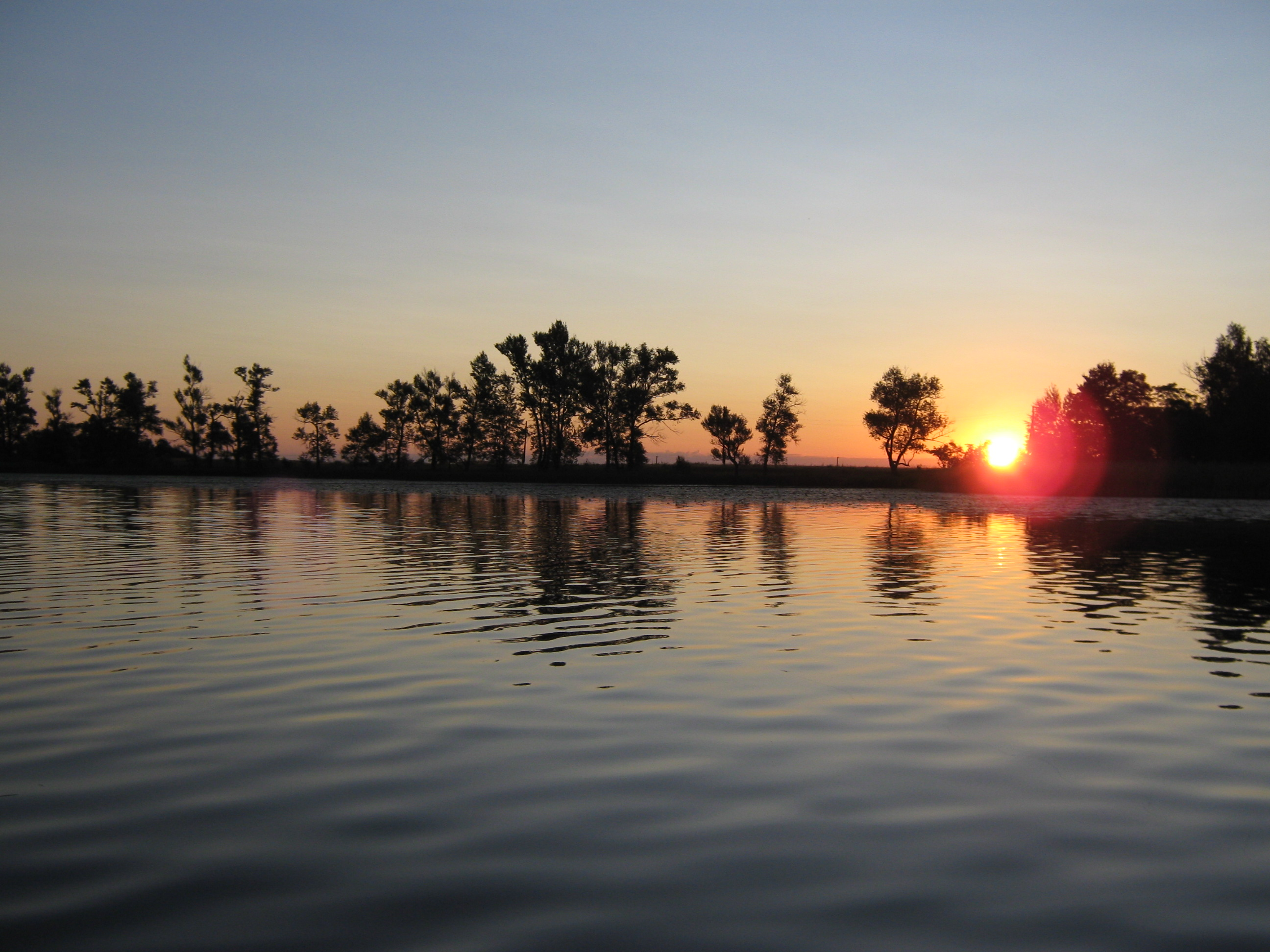

諾別利（烏克蘭語：Нобель），是烏克蘭西北部的村莊，隸屬里夫內州的瓦拉什區。該村處於諾別利湖畔，始建於1158年，面積9.85平方公里，海拔高度140米，2021年人口272。